# Nathalie Eklund
Ne doit pas être confondue avec la coureuse cycliste suédoise Nathalie Eklund
Pour les articles homonymes, voir Eklund.
Nathalie Eklund, née le 8 janvier 1992, est une skieuse alpine suédoise. Elle est spécialisée dans les épreuves techniques (slalom et slalom géant).

## Carrière
Elle a participé à sa première course FIS en 2007.
Elle débute dans la Coupe du monde en novembre 2010 au slalom de Levi. Dans cette compétition, elle obtient son meilleur résultat au slalom d'Åre en décembre 2012 (elle termine sixième).
En 2013, elle participe à ses premiers Championnats du monde à Schladming où elle termine seizième en slalom et fait partie de l'équipe suédoise qui prend la deuxième place de l'épreuve de slalom parallèle par équipes. 
Elle met un terme à sa carrière sportive en 2018 à cause de blessures.

## Biographie
Son père Per-Erik Eklund est un ancien joueur de hockey sur glace.

## Palmarès en ski

### Championnats du monde
| Épreuve / Édition | Schladming 2013 |
| Slalom            | 16e             |
| Par équipes       | Argent          |

### Coupe du monde
- Meilleur classement général : 43e en 2013.
- Meilleur résultat : 6e.

#### Différents classements en Coupe du monde
| Année/Classement | Année/Classement | Général | Général | Descente | Descente | Slalom | Slalom | Slalom géant | Slalom géant | Super G | Super G | Combiné | Combiné |
| ---------------- | ---------------- | ------- | ------- | -------- | -------- | ------ | ------ | ------------ | ------------ | ------- | ------- | ------- | ------- |
| Année/Classement | Année/Classement | Class.  | Points  | Class.   | Points   | Class. | Points | Class.       | Points       | Class.  | Points  | Class.  | Points  |
| 2011             | 2011             | 119e    | 7       | -        | -        | 56e    | 7      | -            | -            | -       | -       | -       | -       |
| 2012             | 2012             | 91e     | 24      | -        | -        | 36e    | 24     | -            | -            | -       | -       | -       | -       |
| 2013             | 2013             | 43e     | 180     | -        | -        | 14e    | 180    | -            | -            | -       | -       | -       | -       |
| 2014             | 2014             | 65e     | 76      | -        | -        | 23e    | 76     | -            | -            | -       | -       | -       | -       |
| 2015             | 2015             | 77e     | 43      | -        | -        | 32e    | 37     | 44e          | 6            | -       | -       | -       | -       |
| 2016             | 2016             | 88e     | 41      | -        | -        | 36e    | 32     | 44e          | 9            | -       | -       | -       | -       |
| 2018             | 2018             | 119e    | 7       | -        | -        | 53e    | 7      | -            | -            | -       | -       | -       | -       |

### Championnats du monde junior
- Québec 2013 : 
  -  Médaille d'or dans l'épreuve par équipes.

### Coupe d'Europe
- 1 victoire en slalom.